# Famille Rudnyánszky
Rudnyánszky de Dezsér (dezséri nemes és báró Rudnyánszky en hongrois) est le patronyme d'une ancienne famille de la noblesse hongroise.

## Origines
Issue du clan Divék, la famille Rudnyánszky est originaire du comitat de Nyitra et remonte au XIVe siècle (1348). Elle est par la suite présente dans les comitats de Bars, Trencsén, Bihar et Pest.

## Membres notables
- József Rudnyánszky (1703-1788), 1er baron Rudnyánszky. Haut-magistrat comme l'un des sept juge de la Table Royale, chevalier de l'Eperon d'Or (Aranysarkantyús lovag (hu)), il est titré baron en 1773.
- József Rudnyánszky (hu) (1788-1859), évêque de Besztercebánya, il soutient la révolution hongroise de 1848. Il est par la suite privé de ses pouvoirs épiscopaux et emprisonné pendant 6 ans.
- Sándor Rudnyánszky (1790-1853), notaire en chef du comté de Békés, juge (táblabíró) des comtés de Vas et Csongrád.
- baron József Rudnyánszky (hu) (1855-1933), homme politique hongrois, membre de la chambre des magnats.
- József Rudnyánszky (hu) (1858–1913), poète et journaliste hongrois.

## Liens, sources
- Iván Nagy: Magyarország családai, Budapest